# Дьёрдь, Пал
Пал Дьёрдь (венг. György Pál, урождённый Grosz Pál, в англоязычных источниках Paul Gyorgy; 7 апреля 1893 — 1 марта 1976) — американский биохимик, диетолог и педиатр еврейско-венгерского происхождения, наиболее известный своим открытием трёх витаминов группы B: рибофлавина, B6 и биотина. Дьёрдь был также известен своими исследованиями защитных факторов женского молока, особенно открытиями активности фактора роста Lactobacillus bifidus в материнском молоке и его антистафилококковыми свойствами. Он был удостоен Национальной научной медали США в 1975 году от президента Джеральда Форда.

## Ранние годы и карьера
Дьёрдь родился 7 апреля 1893 года в Надьвараде, в еврейской семье. Его отец был врачом общей практики. Под влиянием профессии отца и при поддержке родителей Дьёрдь начал делать карьеру в медицине. Он учился в Медицинской школе Будапештского университета и получил степень доктора медицины в 1915 году.
В 1920 году, после окончания Первой мировой войны, Дьёрдю предложили работу в Гейдельбергском университете в качестве помощника врача и исследователя Эрнста Моро. Он оставался в Гейдельбергском университете до 1933 года, получив полную профессуру в 1927 году в возрасте 34 лет.
Именно в Гейдельбергском университете Дьёрдь открыл и выделил рибофлавин вместе со своим коллегой Т. Вагнер-Яурегг и химиком Рихардом Куном, лауреатом Нобелевской премии. Дьёрдь оставался в Гейдельбергском университете до 1933 года, когда политические процессы в Германии побудили его перейти в лабораторию питания Кембриджского университета в Англии. Он оставался там в качестве исследователя до 1935 года, в течение которого он открыл витамин B6.
В 1935 году Дьёрдь отправился в Соединённые Штаты в качестве приглашённого доцента педиатрии в Кейсовском университете Западного резервного района. Два года спустя он работал адъюнкт-профессором в университете, а также педиатром в двух больницах системы университетских больниц Кливленда. Он выделил биотин в 1940 году, работая в Кейсовском университете Западного резервного района.
В 1944 году Дьёрдь перешёл в медицинский факультет Пенсильванского университета, на этот раз в качестве доцента-исследователя педиатрии. Его исследования в то время включали изучение защитных факторов, обнаруженных в грудном молоке человека. В 1946 году он получил звание профессора педиатрии, а затем стал почётным профессором в 1963 году. С 1950 по 1957 год он также был главным педиатром в больнице Пенсильванского университета, а позже, с 1957 по 1963 годы — заведующим педиатрическим отделением больницы общего профиля Филадельфии.

## Научные исследования
Дьёрдь отвечал за открытие трёх витаминов группы В, работу, которую он проводил с другими во время своего пребывания в Гейдельберге, Кембридже и Кливленде. Позднее в своей карьере Дьёрдь исследовал защитные факторы грудного молока в Университете Пенсильвании.

### Открытие рибофлавина
К 1927 году серия экспериментов, частично выполненных Элмером Макколлумом и другими, показала, что водорастворимый витамин B в основном состоит из двух частей:
фактора B1, препятствующего невриту, и теперь известного как тиамин, и более термостойкого фактора B2.
К 1932 году Дьёрдь обнаружил, что фактор B2 был не единым веществом, а комплексом, состоящий из двух факторов:
фактора, способствующего росту (позже выяснилось, что это рибофлавин) и вещества, противодействующего пеллагре (позже выяснилось, что это витамин B6).
Дьёрдь в сотрудничестве с химиком Ричардом Куном и врачом Т. Вагнер-Яурегг из Гейдельбергского университета заметил, что крысы, лишённые источника B2, не могут набирать вес.
Выделение концентрированного B2 из дрожжей выявило наличие яркого жёлто-зелёного флуоресцентного вещества, которое при скармливании крысе восстанавливает нормальный рост.
Количество восстановленного роста прямо пропорционально интенсивности флуоресцентного вещества.
Подобное ярко-жёлтое вещество было ранее обнаружено в молоке учёными Варбургом и Кристианом, которые описали его как «жёлтый окислительный фермент», но не смогли обнаружить его функцию.
Дьёрдь, Кун и Вагнер-Яурегг предложили название «флавин» для своих жёлтых пигментов и предположили, что они, вероятно, совпадают с жёлтым пигментом, который получили Варберг и Кристиан.
К 1933 году группа Гейдельберга первой выделила кристаллический флавин из молока и, соответственно, назвала это вещество лактофлавином.
Они вместе с другими командами продолжили изолировать похожие флавины из многих других источников, таких как яичный белок (овофлавин) и печень (гептофлавин).
Было установлено, что все эти соединения химически идентичны, и в 1937 году название рибофлавин было официально принято Советом фармации и химии Американской медицинской ассоциации.

### Открытие B6
Во время своих экспериментов с рибофлавином Дьёрдь заметил, что у крыс, получающих питание только из тиамина, развиваются симптомы, похожие на пеллагру, даже при введении чистого рибофлавина.
Симптомы уменьшились только тогда, когда крысам давали добавки, полученные из экстракта пекарских дрожжей, не содержащего флавинов.
Напротив, у крыс, получавших этот экстракт, но без рибофлавина, не наблюдались симптомы пеллагры, но они не могли набирать вес до тех пор, пока рибофлавин не был снова добавлен в рацион.
Эти результаты подтвердили наличие фактора «против пеллагры», который биологически отличается от недавно открытого рибофлавина.
В 1934 году Дьёрдь назвал этот новый фактор «против пеллагры» B6, чтобы отличать его от других витаминов группы B, и приступил к его выделению и описанию свойств во время своего пребывания в Кембриджском университете.
В 1936 году Дьёрдь и его коллега Томас Уильям Берч успешно выделили кристаллический B6 из зародышей рыбы и пшеницы.

### Открытие биотина
К 1927 году такие учёные, как Маргарет Боас и Хелен Парсонс, провели эксперименты, демонстрирующие симптомы, связанные с повреждением яичного белка.
Они обнаружили, что крысы, получавшие большое количество яичного белка в качестве единственного источника белка, демонстрировали неврологическую дисфункцию и дерматит, что в конечном итоге приводило к смерти.
Дьёрдь начал исследовать фактор, ответственный за повреждение яичного белка в 1933 году, а в 1939 году ему удалось идентифицировать то, что он назвал витамином H.
Дальнейшая химическая характеристика витамина H показала, что он растворим в воде и присутствует в больших количествах в печени.
К этому времени несколько групп независимо друг от друга выделили одно и то же соединение под разными названиями.
В 1936 году Кёгль и Тённис выделили из яичного желтка то, что они назвали биотином, а в 1939 году Уэст и Уилсон выделили то, что они назвали коэнзимом R.
К 1940 году было признано, что все три соединения идентичны и все вместе получили название биотин.
Дьёрдь продолжил свою работу над биотином и в 1941 году опубликовал статью, в которой продемонстрировал, что повреждение яичного белка вызвано связыванием биотина авидином.

### Защитные факторы в грудном молоке
В 1950 году Дьёрдь начал исследование микробных свойств грудного молока человека. Он начал со сравнения кишечной флоры здоровых младенцев, находящихся на грудном вскармливании, и тех, кто получал смеси коровьего молока.
Он обнаружил, что у младенцев, находящихся на грудном вскармливании, преобладал определённый вариант Lactobacillus bifidus - бактерии, которая считается неотъемлемой частью нормальной кишечной флоры человека.
Дальнейшее тестирование выявило наличие в грудном молоке факторов, которые действовали как важные факторы, способствующие росту, по отношению к варианту L. bifidus.
В 1962 году Дьёрдь также обнаружил антистафилококковые свойства грудного молока. Он вводил мышам разные дозы вирулентного золотистого стафилококка и обнаружил, что те, кому давали грудное молоко, получили защиту от инфекции, что привело к более высокой выживаемости, чем те, которым давали только коровье молоко.

## Личная жизнь
Дьёрдь женился на Маргарет Джон 23 октября 1920 года в Веймаре. У пары было трое сыновей: Ганс, который стал химиком-органиком, Майкл, который стал физиком, и Тильберт, хирург. Дьёрдь любил классическую музыку, а также был заядлым художником и садовником.

## Награды и отличия
Дьёрдь получил в 1975 году Национальную научную медаль от президента Джеральда Форда за «открытие трёх витаминов и связанные с ними исследования, которые значительно улучшили питание человека». Дьёрдь умер до церемонии награждения в 1976 году, и его медаль получила его жена Маргарет Джон.
- Премия Бордена Американского института питания (1951)
- Премия Бордена в области питания Американской академии педиатрии (1952)
- Премия Голдбергера Совета по продовольствию и питанию Американской медицинской ассоциации (1957)
- Премия Осборна-Менделя Американского института питания (1958)
- Премия Джона Хоулэнда Американского педиатрического общества (1968)

## Поздние годы и смерть
Дальнейшая жизнь Дьёрдя вращалась вокруг его работы в Юго-Восточной Азии, где он участвовал в проведении полевых исследований питания, направленных на улучшение питания, особенно в Таиланде и Индонезии.
В это время он был организатором Протеиновой консультативной группы Всемирной организации здравоохранения и ЮНИСЕФ, в конечном итоге став президентом группы с 1960 по 1964 год.
Дьёрдь умер 1 марта 1976 года от пневмонии в Морристауне, штат Нью-Джерси, в возрасте 82 лет.